# Alfonso Gonzaga (arcivescovo)
Alfonso Carlo Filiberto Gonzaga (Novellara, 21 luglio 1588 – Reggio Emilia, 23 marzo 1649) è stato un arcivescovo cattolico italiano.

## Biografia
Alfonso era figlio di Alfonso I Gonzaga, quarto conte di Novellara e di Vittoria di Capua.
Intraprese sin da giovane la carriera della armi e fu al servizio del re di Spagna combattendo contro i francesi; abbandonò la carriera militare per quella religiosa recandosi a Roma dove prese i voti e nel 1621 venne eletto arcivescovo titolare di Rodi.
Nel biennio 1626-1627 fu contrapposto al fratello Camillo II Gonzaga, conte di Novellara, per i beni famigliari "posseduti per indiviso" fino al 1607. Il processo civile vedrà il duca di Guastalla Ferrante II Gonzaga investito in qualità di commissario cesareo; questi delegherà a sua volta il governatore di Reggio, giudice Camillo Bevilaqua.
I buoni uffici dell'imperatrice Eleonora Gonzaga presso papa Urbano VIII avrebbero permesso e destinato Alfonso alla porpora cardinalizia, che però non gli venne conferita a causa della morte del pontefice nel 1644.
Morì nel 1649 e venne sepolto nella chiesa dei Cappuccini di Novellara.

## Genealogia episcopale e successione apostolica
La genealogia episcopale è:
- Cardinale Bonifazio Bevilacqua Aldobrandini
- Arcivescovo Alfonso Gonzaga

La successione apostolica è:
- Arcivescovo Giovanni Battista Aresti di Dovara, O.F.M. (1645)

## Ascendenza
|                                                                   |                                          |                                              | Genitori                                                                            |  |  | Nonni |  |  | Bisnonni                                                       |  |  | Trisnonni                                              |  |
|                                                                   |                                          |                                              |                                                                                     |  |  |       |  |  | Giampietro Gonzaga, I conte di Novellara, Bagnolo e Cortenuova |  |  | Francesco I Gonzaga, IV signore di Novellara e Bagnolo |  |
|                                                                   |                                          |                                              |                                                                                     |  |  |       |  |  | Giampietro Gonzaga, I conte di Novellara, Bagnolo e Cortenuova |  |  | Francesco I Gonzaga, IV signore di Novellara e Bagnolo |  |
|                                                                   |                                          | Costanza Strozzi                             |                                                                                     |  |  |       |  |  | Giampietro Gonzaga, I conte di Novellara, Bagnolo e Cortenuova |  |  |                                                        |  |
| Alessandro I Gonzaga, II conte di Novellara, Bagnolo e Cortenuova |                                          |                                              |                                                                                     |  |  |       |  |  | Giampietro Gonzaga, I conte di Novellara, Bagnolo e Cortenuova |  |  |                                                        |  |
|                                                                   |                                          | Caterina Torelli                             | Cristoforo I Torelli, II conte di Montechiarugolo                                   |  |  |       |  |  |                                                                |  |  |                                                        |  |
|                                                                   |                                          | Caterina Torelli                             | Cristoforo I Torelli, II conte di Montechiarugolo                                   |  |  |       |  |  |                                                                |  |  |                                                        |  |
|                                                                   |                                          | Caterina Torelli                             | Taddea Pio di Carpi                                                                 |  |  |       |  |  |                                                                |  |  |                                                        |  |
| Alfonso I Gonzaga, V conte di Novellara, Bagnolo e Cortenuova     |                                          | Caterina Torelli                             |                                                                                     |  |  |       |  |  |                                                                |  |  |                                                        |  |
|                                                                   |                                          | Giberto VII da Correggio, conte di Correggio | Manfredo I da Correggio, conte di Correggio                                         |  |  |       |  |  |                                                                |  |  |                                                        |  |
|                                                                   |                                          | Giberto VII da Correggio, conte di Correggio | Manfredo I da Correggio, conte di Correggio                                         |  |  |       |  |  |                                                                |  |  |                                                        |  |
|                                                                   |                                          | Giberto VII da Correggio, conte di Correggio | Agnese Pio di Carpi                                                                 |  |  |       |  |  |                                                                |  |  |                                                        |  |
| Costanza da Correggio                                             |                                          | Giberto VII da Correggio, conte di Correggio |                                                                                     |  |  |       |  |  |                                                                |  |  |                                                        |  |
|                                                                   |                                          | Violante Pico della Mirandola                | Antonio Maria Pico della Mirandola, conte della Concordia e signore della Mirandola |  |  |       |  |  |                                                                |  |  |                                                        |  |
|                                                                   |                                          | Violante Pico della Mirandola                | Antonio Maria Pico della Mirandola, conte della Concordia e signore della Mirandola |  |  |       |  |  |                                                                |  |  |                                                        |  |
|                                                                   |                                          | Violante Pico della Mirandola                | Costanza Bentivoglio                                                                |  |  |       |  |  |                                                                |  |  |                                                        |  |
| Alfonso Gonzaga di Novellara                                      |                                          | Violante Pico della Mirandola                |                                                                                     |  |  |       |  |  |                                                                |  |  |                                                        |  |
|                                                                   | Annibale di Capua, signore di Montagnano | Francesco di Capua, VII conte di Altavilla   |                                                                                     |  |  |       |  |  |                                                                |  |  |                                                        |  |
|                                                                   | Annibale di Capua, signore di Montagnano | Francesco di Capua, VII conte di Altavilla   |                                                                                     |  |  |       |  |  |                                                                |  |  |                                                        |  |
|                                                                   | Annibale di Capua, signore di Montagnano | Elisabetta Conti                             |                                                                                     |  |  |       |  |  |                                                                |  |  |                                                        |  |
| Giovanni Tommaso di Capua, I marchese della Torre Francolise      | Annibale di Capua, signore di Montagnano |                                              |                                                                                     |  |  |       |  |  |                                                                |  |  |                                                        |  |
|                                                                   |                                          | Lucrezia Acrimonte, signora di Rocca Romana  | Aniello Acrimonte, conte di Borello                                                 |  |  |       |  |  |                                                                |  |  |                                                        |  |
|                                                                   |                                          | Lucrezia Acrimonte, signora di Rocca Romana  | Aniello Acrimonte, conte di Borello                                                 |  |  |       |  |  |                                                                |  |  |                                                        |  |
|                                                                   |                                          | Lucrezia Acrimonte, signora di Rocca Romana  | Cassandra Serrisorice                                                               |  |  |       |  |  |                                                                |  |  |                                                        |  |
| Vittoria di Capua                                                 |                                          | Lucrezia Acrimonte, signora di Rocca Romana  |                                                                                     |  |  |       |  |  |                                                                |  |  |                                                        |  |
|                                                                   |                                          | Camillo Colonna, I duca di Zagarolo          | Marcello Colonna, signore di Gallicano, Zagarolo e Calabritto                       |  |  |       |  |  |                                                                |  |  |                                                        |  |
|                                                                   |                                          | Camillo Colonna, I duca di Zagarolo          | Marcello Colonna, signore di Gallicano, Zagarolo e Calabritto                       |  |  |       |  |  |                                                                |  |  |                                                        |  |
|                                                                   |                                          | Camillo Colonna, I duca di Zagarolo          | Margherita delli Monti                                                              |  |  |       |  |  |                                                                |  |  |                                                        |  |
| Faustina Colonna                                                  |                                          | Camillo Colonna, I duca di Zagarolo          |                                                                                     |  |  |       |  |  |                                                                |  |  |                                                        |  |
|                                                                   |                                          | Vittoria Colonna                             | Pierfrancesco Colonna, signore di Zagarolo                                          |  |  |       |  |  |                                                                |  |  |                                                        |  |
|                                                                   |                                          | Vittoria Colonna                             | Pierfrancesco Colonna, signore di Zagarolo                                          |  |  |       |  |  |                                                                |  |  |                                                        |  |
|                                                                   |                                          | Vittoria Colonna                             | Laura di Somma                                                                      |  |  |       |  |  |                                                                |  |  |                                                        |  |
|                                                                   |                                          | Vittoria Colonna                             |                                                                                     |  |  |       |  |  |                                                                |  |  |                                                        |  |

## Stemma
| Immagine | Blasonatura |
| -------- | --- |
| \| \|    | Alfonso Gonzaga Arcivescovo titolare di Rodi D'argento, alla croce patente di rosso accantonata da quattro aquile di nero dal volo spiegato e coronate d'oro; sul tutto, partito: nel primo fasciato d'oro e di nero; nel secondo fasciato di nero e d'oro. |
|          | |